# بيت العصيمي (الطويلة)

تعديل مصدري - تعديل

بيت العصيمي هي إحدى قرى عزلة بني الخياط بمديرية الطويلة التابعة لمحافظة المحويت، بلغ تعداد سكانها 275 نسمة حسب تعداد اليمن لعام 2004.